# Запісоцький Дмитро Йосипович
Дмитро Йосипович Запісоцький (1904— ?) — ректор Житомирського педагогічного інституту (1937—1938).

## Біографія
Дмитро Йосипович Запісоцький народився 1904 року в сім'ї наймитів.

### Навчання
Закінчив[коли?] Харківський геодезичний інститут.
Навчався[коли?] в аспірантурі Харківського державного університету за спеціальністю «Гідрогеологія».

### Трудова діяльність
У вересні 1937 року Дмитро Йосипович був призначений директором Житомирського педагогічного інституту, але пропрацював на цій посаді лише рік.

### Жертва режиму
У серпні 1938 року рішенням партійної організації інституту Д. Й. Запісоцький був виключений із кандидатів у члени КПУ за «притуплення класової пильності», за «антипартійне ставлення до розподілу кадрів», «за розвал роботи в інституті». Після звільнення з посади ректора, про долю Д. Й. Запісоцького нічого не відомо.